# Acosador

## Tipos de acosadores según el ámbito
Se puede diferenciar distintos tipos de acosadores según el tipo de acoso que realicen:
- Acosador psicológico o físico;
- Acosador escolar: es el causante del acoso escolar, y es una persona menor de edad;
- Ciberacosador: causante del ciberacoso, puede ser mayor o menor de edad;
- Acosador sexual: causante del acoso sexual;
- Acosador laboral: causante del acoso laboral.

## Tipos de acosador psicológico
El sitio web de Wiredpatrol, define cuatro tipos de acosador psicológico: obsesivo-simple, amor obsesivo – desilusionado, erotomaníaco y síndrome de víctima falso.
- El obsesivo simple es un individuo que tiene una relación anterior con la víctima y que intenta seguir manteniéndola, esto es, se niega a aceptar que la relación que se establece en un determinado momento se acabe aunque se lo hagan saber repetidas veces. Este tipo de acosador es posible que durante la relación establecida, ya hubiera sido emocionalmente abusivo con la acosada o acosado. En investigaciones de Geberth[1] se detecta que este grupo de acosadores es el más numeroso, un 47 %, y el que supone una mayor amenaza para la víctima.
- El segundo tipo, el que demuestra un amor obsesivo, suele ser una persona sola, con poca facilidad para establecer relaciones personales, y en algunos casos puede sufrir enfermedades mentales como la esquizofrenia o el trastorno bipolar[cita requerida]. Es el acosador que persigue a una persona célebre y que no tiene contacto con la víctima más allá del límite de su propia mente. Supone el segundo grupo más grande, según Geberth,[1] con un 43 % de los sujetos acosadores.
- El tercero, el erotomaníaco, difiere del anterior en su percepción de que cree que es su víctima la que está enamorada de él, y por eso la persigue.
- El cuarto grupo, formado por sujetos con el llamado síndrome de víctima falso (Hickey[2]), se caracteriza por acusar a otra persona real o imaginaria de acosarlos a ellos.[3]

## El acosador psicológico

### Características generales
Según Antonio Chacón Medina, autor de "Una nueva cara de Internet: El acoso", <<el perfil genérico del acosador es el de una persona fría, con poco o ningún respeto por los demás. Un acosador es un depredador que puede esperar pacientemente conectado a la red, participar en chat o en foros hasta que entabla contacto con alguien que le parece susceptible de molestar, generalmente mujeres o niños; y que disfruta persiguiendo a una persona determinada, ya tenga relación directa con ella o sea una completa desconocida. El acosador disfruta y muestra su poder persiguiendo y dañando psicológicamente a esa persona>>.

#### Envidia
El sentimiento de inferioridad opera en forma de culpabilidad, que el acosador siente por no poseer atributos que él estima ideales. Los defectos físicos, intelectuales o emocionales generan un sentimiento de inferioridad que la persona intenta compensar superando esas carencias mediante el desarrollo de un complejo de superioridad. El complejo de superioridad hace que el acosador viva en la ficción de la posesión de valores, atributos y cualidades que en realidad no posee, negándolos en los demás de manera defensiva.
Cuando surge en su entorno una persona (la víctima) que sí posee en verdad tales características, ello supone para el acosador un verdadero choque con la realidad. Su reacción ante esa dolorosa realidad suele consistir en negar, eliminándola, la fuente de la disonancia, desarrollando el psicoterror contra la víctima. El objetivo es hacer desaparecer a la víctima del horizonte psicológico del acosador porque sus capacidades suponen para este una desestabilización psicológica.

#### Carencia de principios
Según Iñaki Piñuel y Zabala, los acosadores son "personas que tienen una profunda alteración de la personalidad. Son sujetos que carecen de norma moral interna; que no dudan en eliminar a un posible competidor. El acosador también puede ser un individuo narcisista, con un profundo complejo de inferioridad; pero que, ante los demás, siempre está diciendo lo mucho que vale. Estos sujetos tienden a rodearse de personas mediocres o sumisas que confirman esta idea que tienen de sí mismos. En realidad, suelen ser personas poco brillantes; pero muy hábiles en la manipulación de los otros, tanto para conseguir su colaboración anónima y silenciosa, como para maltratar. Son expertos en debilidades humanas. Son auténticos psicópatas; carecen de capacidad para ponerse en el lugar de los otros. Su mente, además, funciona al revés. Las lágrimas producen compasión; en ellos no. Los signos de debilidad son un detonante que acentúa su comportamiento agresivo. Estos psicópatas intentan humillar, anular, y aniquilar a su víctima. Para lograrlo, no dudan en agredir verbal o físicamente e inventarse todo tipo de rumores y calumnias. Así manipula a los demás y propicia su linchamiento público. El mobbing es causa, en Europa, de uno de cada cinco suicidios".
Según Rodríguez López en su libro "El Acoso moral en el trabajo" define a estas personas como " resentidas, frustradas, envidiosas, celosas o egoístas, teniendo uno, o varios o todos estos rasgos en mayor o menor medida. Están necesitadas de admiración, reconocimiento y protagonismo y lo que quieren es figurar, ascender o aparentar, aun cuando simplemente deseen hacer daño o anular a otra persona".

#### Carencia de empatía
El acosador psicológico, a diferencia de otro acosador como puede ser sexual mantiene hasta el último momento (la sentencia condenatoria) e incluso después, la convicción interna de no haber hecho nada malo. Así como en el acoso sexual, el sujeto activo que es demandado o denunciado, suele interiorizar a la llegada a los tribunales que algo ha hecho (...bueno, es cierto que ese día me pasé un poco...), aunque acto seguido intente desdramatizar su comportamiento con frases como "... pero no hay que tener una mente estrecha" o "estamos en una sociedad liberalizada" u otras similares.
El acosador psicológico carece de las habilidades emocionales que sus víctimas tienen, piensa que al destruir a su víctima puede asimilar de alguna forma sus competencias interpersonales.
Marie-France Hirigoyen, en su obra "El acoso moral", proporciona una serie de características propias de las personalidades narcisistas que pueden ayudar a detectar un perseguidor u hostigador en el lugar de trabajo:
- El sujeto tiene una idea grandiosa de su propia importancia.
- Le absorben fantasías ilimitadas de éxito y de poder.
- Se considera especial y único.
- Tiene una necesidad excesiva de ser admirado.
- Piensa que la víctima se le debe todo.
- Explota al otro en sus relaciones interpersonales.
- Inmadurez emocional.
- Carece de empatía (no se siente culpable) aunque pueden ser muy brillantes socialmente.
- Puede fingir que entiende los sentimientos de los demás.
- Tiene actitudes y comportamientos arrogantes.
- Se siente acomplejado respecto a la víctima.

Según María José Edreira, en la "Fenomenología del acoso moral", la mayoría de los expertos en personalidad hablan de personalidad psicopática o antisocial (Adams y Crawford), personalidad narcisista (Hirigoyen, Wyatt y Hare), mediocridad inoperante activa (González de Rivera), psicópata organizacional (Iñaki Piñuel y Zabala). Se habla de rasgos paranoides, en realidad el perverso narcisista se aproxima mucho al paranoico, son parientes cercanos y se llevan bien, pero tiene solo parte de sus características de personalidad.
Su perfil psicológico tiene las siguientes características:
- Falta de empatía: son incapaces de ponerse en el lugar del otro, se centran en sí mismos pero buscan el apoyo de los demás. Son insensibles, incapaces de deprimirse y de experimentar auténticos sentimientos de duelo o tristeza. En sus relaciones interpersonales ven al otro como a una amenaza, les falta humildad para enriquecerse y aprender de los demás. Viven atemorizados por las capacidades de las personas que los rodean.
- Irresponsables y carentes de sentimiento de culpa: tienen dificultades para tomar decisiones en su vida diaria y necesitan que otras personas asuman esa responsabilidad. Se defienden mediante mecanismos de proyección y de negación de la realidad, le adjudican la culpa al otro. Es consciente de que no tiene sentimientos y los simula para enmascararse ante los demás. No tiene sentimiento de culpa pero es un maestro manipulando este sentimiento en los demás.
- Mentira compulsiva y sistemática: en su máxima competencia. Suelen llevar una doble vida y rehacen su vida privada con facilidad porque se hacen pasar por víctimas. Fingen la apropiación de las características que les franquean la confianza de los demás tanto en su vida privada, como en la profesional y social. Son impostores que fingen para dar imagen de buena persona. Se nota con claridad que mienten, pero sus mentiras son tan grandes y tan descaradas en público que las víctimas se suelen quedar anonadadas, paralizadas e incapaces de responder.
- Megalomanía y discurso mesiánico: se colocan en posición de referencia del bien y del mal, tienen discurso moralizante, exhiben valores morales irreprochables, se presentan como personas religiosas o cívicas. Consiguen así dar una buena imagen de sí mismos, a la vez que denuncian la perversión humana. Suelen tener habilidad retórica pero su discurso es muy abstracto, no son capaces de ser concretos y cuando lo intentan pasan al extremo de los detalles insignificantes.
- Encanto personal: entran en relación con los demás para seducirlos. Se les suele describir como encantadores, de ahí la reacción de asombro de su entorno cuando son descubiertos en su crimen. Esta capacidad de seducción está muy relacionada con su forma de mentir, suelen utilizar las historias de otros en las que se ponen a sí mismos como protagonistas sin la menor vergüenza.
- Vampirismo y estilo de vida parasitario: siente una envidia muy intensa hacia los que parecen poseer cosas que ellos no poseen, sobre todo hacia los que gozan de la vida. Son muy pesimistas y la vitalidad de los demás le señala sus propias carencias. Para afirmarse tiene que destruir. Compensa su déficit de autoestima con el rebajamiento de sus víctimas y la exaltación de sus supuestas cualidades. En la vida privada sus parejas suelen ser muy optimistas y se casan con personas de las que puedan vivir. Intentan siempre buscar un alto estatus social aunque no lo consigan. Cuando hablan a menudo se refieren a personas de alto rango social con las que tienen relaciones, casi siempre estas personas solo existen en su imaginación. En el trabajo consiguen que los demás les hagan el trabajo. Son incapaces de realizar tareas que otros harían sin la menor dificultad.
- Paranoia: el perverso narcisista toma el poder mediante seducción, el paranoico por la fuerza. Los perversos narcisistas recurren a la fuerza física solo cuando la seducción deja de ser eficaz. La fase de violencia física del proceso de acoso moral es en sí misma un desequilibrio paranoico. Cuando atacan los perversos pretenden protegerse, atacan antes de ser atacados. También tiene el tipo de mecanismo proyectivo propio del paranoico: se sitúa y se hace percibir por los demás como víctima de las personas a las que agrede, que supuestamente le han traicionado.
- Manipulación premeditada: no manipula de forma aleatoria como haría un psicópata criminal. El psicópata organizacional tiene un objetivo meditado y deliberado: el poder. La táctica del psicópata suele seguir siempre el mismo patrón: fase de estudio y evaluación, fase de manipulación y fase de confrontación.

Los sentimientos de inadecuación son los que llevan al acosador a eliminar de su entorno lo que considera una amenaza, la víctima. Los especialistas suelen hablar de los “cadáveres en el armario” del acosador moral, suelen tener un pasado “criminal” en el que han eliminado a sucesivas víctimas tanto en el trabajo como en la pareja. La experiencia que adquiere en sus años de acoso le hace perfeccionar su técnica hasta convertirlo en un maestro de la inducción al suicidio. Se les considera asesinos psicópatas en serie. El acosador moral es un muerto en vida que necesita la imagen de buena persona que los demás tienen de él para sobrevivir, en su obsesión por mantener esta imagen se enmascara, se lava las manos, evita manchar sus manos de sangre y echa su responsabilidad a otros.

#### Educación
Los acosadores provienen de cualquier capa de la sociedad, según los expertos, pero todos tienen una serie de rasgos en común. Todos han sido educados con valores como la sumisión y la prepotencia, y no en la igualdad, y están acostumbrados a avasallar, entre otros aspectos.
Los acosadores están motivados por un deseo de control sobre las acciones y sentimientos de sus victimas, y por un deseo de mantener algún tipo de conexión con ellas a través de la manipulación y control - sin tener en cuenta los deseos de la víctima. Con mucha frecuencia, los acosadores amenazan y molestan con un comportamiento hostil y agresivo que puede llegar a la violencia.

### El ciberacosador
En el caso del ciberacosador, este se siente en una posición de poder desde el aparente anonimato que se percibe mientras se está “en línea”. Durante todo ese tiempo va recopilando toda la información posible acerca de su víctima, fundamentalmente en aquellos aspectos que forman parte de su vida privada y de sus movimientos en la Red.
Una vez obtenida dicha información, es cuando el acosador inicia su proceso de acoso. Sin embargo, si el acosador es realmente una persona depravada y/o enferma y, si la información obtenida hasta ese momento es suficiente, comenzará el asedio mediante los diferentes medios que tenga a su alcance. Su motivación para el acoso siempre gira en torno al acoso sexual, la obsesión amorosa, el odio, la envidia, la venganza o la incapacidad de aceptar un rechazo.

#### Cobardía
En el caso de ciberacoso, se añade la característica de cobarde, ya que se oculta tras el aparente anonimato y falsificación de identidad que proporciona internet.

### El acosador laboral
El fin último del acosador es el asesinato psicológico de la víctima, y el motivo principal encubrir la propia mediocridad, todo ello debido al miedo y la inseguridad que experimentan los acosadores hacia sus propias carreras profesionales. De este modo se puede desviar la atención o desvirtuar las situaciones de riesgo para ellos, haciendo de las víctimas verdaderos chivos expiatorios de las organizaciones. La mera presencia de la víctima en el lugar de trabajo desencadena, debido a sus características diferenciales, una serie de reacciones inconscientes, causadas por los problemas psicológicos previos que presentan los hostigadores. En otras ocasiones, el temor procede de la amenaza que supone para éstos el conocimiento por parte de la víctima de situaciones irregulares, ilegales o de fraudes.
Los agentes tóxicos del acoso son en la mayoría de los casos los superiores o jefes, apoyados a menudo por esbirros o sicarios. También hay muchos acosadores entre los propios compañeros de la víctima, y se calcula que, en un 4% de casos, el mobbing es de tipo ascendente, es decir, del subordinado al superior.
Es frecuente la actuación de los acosadores en grupos o bandas de acoso, y los actos de hostigamiento suelen ser, como se ha visto, gritos, insultos, reprensiones constantes, humillaciones, falsas acusaciones, obstaculizaciones, bromitas, rumores malintencionados (chismes), motes... Todo lo cual puede desembocar en el auténtico linchamiento psicológico de la víctima, que si es practicado entre todos los trabajadores es muy difícil de probar, por lo que el asesinato psicológico habrá resultado perfecto.
La exposición a estas conductas de hostigamiento reales y observables no es algo casual sino plenamente causal o intencional puesto que quien acosa intenta, con mayor o menor consciencia de ello, un daño o perjuicio para quien resulta ser el blanco de esos ataques, muy especialmente el amilanamiento y la quiebra de su resistencia psicológica a medio plazo. Todo proceso de acoso psicológico en el trabajo tiene como objetivo intimidar, reducir, aplanar, apocar, amedrentar y consumir emocional e intelectualmente a la víctima, con vistas a anularla, someterla o eliminarla de la organización, que es el medio a través del cual el acosador canaliza y satisface una serie de impulsos y tendencias psicopáticas.
Los trabajadores con algún tipo de diversidad funcional (trátese de autismo, síndrome de Down, oligofrenia, síndrome de Asperger, etc.) son los más proclives a sufrir acoso laboral debido a sus características.
No es infrecuente encontrar (aunque no es siempre el caso) que esa necesidad insaciable de agredir, controlar y destruir que suelen presentar los hostigadores, procede de una serie de tendencias psicopatológicas o de personalidades mórbidas o premórbidas. Estas psicopatías corresponden a autopromotores aberrantes, maquiavélicos, narcisistas o paranoides, que aprovechan la situación que les brindan los entornos más o menos turbulentos o desrregulados de las modernas organizaciones para cebarse sobre sus vícimas. O simplemente por envidia, dado que pueden tener empleados que pueden rendir mucho más que ellos y esto les lastima su ego.
Con todo, los agresores abusan y se prevalen corrientemente de su posición de poder jerárquico formal, pero del mismo modo recurren a su poder de tipo informal (los poderes fácticos) dentro de la organización para remediar sus frustraciones a través de la violencia psicológica sobre otros, compensar sus complejos o dar rienda suelta a sus tendencias más agresivas y antisociales.

### El acosador escolar
Aunque el acosador escolar no tiene por qué padecer ninguna enfermedad mental o trastorno de la personalidad grave, presenta normalmente algún tipo de psicopatología. Fundamentalmente, presenta ausencia de empatía y algún tipo de distorsión cognitiva. Se le conoce comúnmente como "abusón", "abusica", "matón escolar", "bravucón", "bully", etc.
La carencia de empatía explica su incapacidad para ponerse en el lugar del acosado y ser insensible al sufrimiento de este.
La presencia de distorsiones cognitivas tienen que ver con el hecho de que su interpretación de la realidad suele eludir la evidencia de los hechos y suele comportar una delegación de responsabilidades en otras personas. Así, normalmente responsabiliza de su acción acosadora a la víctima, que le habría molestado o desafiado previamente, con lo que no refleja ningún tipo de remordimiento respecto de su conducta (los datos indican que, aproximadamente, un 70% de los acosadores responden a este perfil).
La psicología actual, por otra parte, identifica en los acosadores escolares la existencia probable de una educación familiar permisiva que les puede haber llevado a no interiorizar suficientemente bien el principio de realidad: los derechos de uno deben armonizarse con los de los demás. La consecuencia es la dificultad para ponerse en el lugar del otro por una carencia de altruismo vinculada a un ego que crece a costa de los demás, meros instrumentos a su servicio, y que tiene un umbral de frustración muy bajo. Algunos autores denominan a este tipo de niño como niño tirano.

El niño mal educado en la familia probablemente reproducirá en la escuela los hábitos adquiridos. Ni respetará, ni empatizará con los profesores, ni con sus compañeros. Sus frustraciones quizá le lleven a elegir un cabeza de turco. A menudo será aquel compañero que le haga patentes sus limitaciones y carencias, o que, simplemente, le parezca vulnerable.